# Upplands runinskrifter 303
Upplands runinskrifter 303, överst till höger på bilden, är ett försvunnet vikingatida runstensfragment i Skånela kyrka, Skånela socken och Sigtuna kommun. U 303 kan vara en del av runstenen U 300.

## Inskriften
Translitterering av runraden:
[... kuþan ...]
Normalisering till runsvenska:
... goðan ...
Översättning till nusvenska:
... gode ...